# Aya Waska
Aya Waska de son vrai nom Stanislas Roux est un chanteur francophone suisse. 
Son style opère une fusion entre hip-hop et ragga/dancehall.

## Biographie
L'aventure musicale et sonore d'Aya Waska débute au milieu des années 2000. Il décide de se consacrer plus intensivement à la musique. Il perfectionne alors son art de l'improvisation verbale en plaçant ses rimes sur des beats hip-hop et dancehall[réf. souhaitée]. Après un premier concert à l'Usine à Gaz de Nyon en 2000, il se produit en Suisse romande, notamment à l'Amalgame d'Yverdon, au Fri-son de Fribourg ou encore à la scène FMR du Paléo Festival. Il va jusqu'à Berlin et en Australie.
Il sort un premier maxi quatre titres en août 2003, intitulé Blazin'Sound, du nom d'un groupe créé avec des amis en 2001 et composé de deux DJ et d'un chanteur. En 2004, il revient sur le devant de la scène avec un album de dix-sept titres. Après cinq ans de concerts et de voyages en Afrique, Chine, Australie, États-Unis, ou encore Angleterre et France, il revient avec son nouvel album Connexion qui est le fruit de ses rencontres artistiques telles qu'Akon, Buddha Monk (Wu Tang Clan) ou encore Afu-Ra parmi d'autres. Ce second album sort en octobre 2009. Il baigne dans une atmosphère reggae, ragga, hip-hop et est le fruit d’une collaboration entre des artistes d’horizons différents[réf. souhaitée].
Aya Waska s’est produit en première partie d’artistes tels que Collie Budz ou encore Lee Scratch Perry parmi d'autres. Il collabore avec le crew « Jamski » (skieurs freestyle suisses) et la chanson produite a été écoutée plus de 1 000 000 fois sur internet[réf. nécessaire]. Il produit un single cinq titres en février 2010. Il se produit durant les X-Games de Tignes en 2010. La même année, il collabore avec PVS company (ex SVP prod) et signe trois productions aux côtés d’autres artistes, qui figurent dans leur dernier film Punch Line.
En 2012, il joue au Paléo Festival de Nyon.

## Discographie
- 2003 : Blazin Sound (single)
- 2004 : L'espace d'un instant
- 2005 : Propaganda Roots (compilation)
- 2008 : Dub Hop feat Akon, Tariq L et Chezidek (single)
- 2009 : good bye" (single)
- 2009 : Connexion (album)
- 2009 : Jamski (single)
- 2010 : Y'a pas de coïncidences feat. Yaniss Odua
- 2011 : From Brooklyn To Jamski (single)
- 2012 : Sème (single)
- 2019 : Mélodie feat. Lorage (single)